# Lochovice (hradiště)
Lochovice jsou raně středověké hradiště u stejnojmenné vesnice v Hořovické pahorkatině v okrese Beroun. Nachází se na jižním okraji vesnice na ostrožně nad údolím řeky Litavky v nadmořské výšce okolo 325 metrů. Opevněné hradiště existovalo v jedenáctém a dvanáctém století, ale lokalita byla osídlena již předtím. Od roku 1987 je chráněno jako kulturní památka.

## Historie

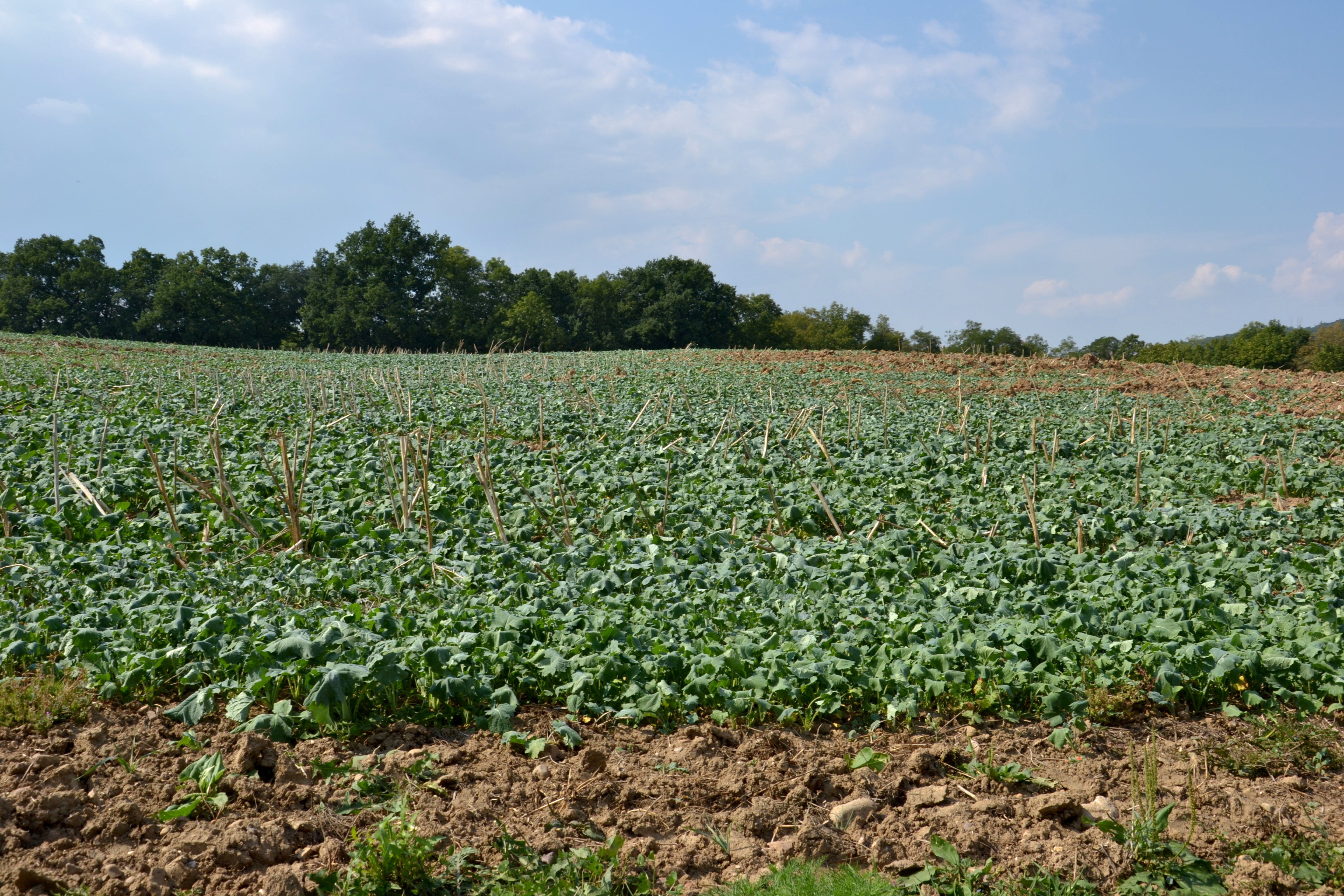
Terénní vlna vnitřního valu

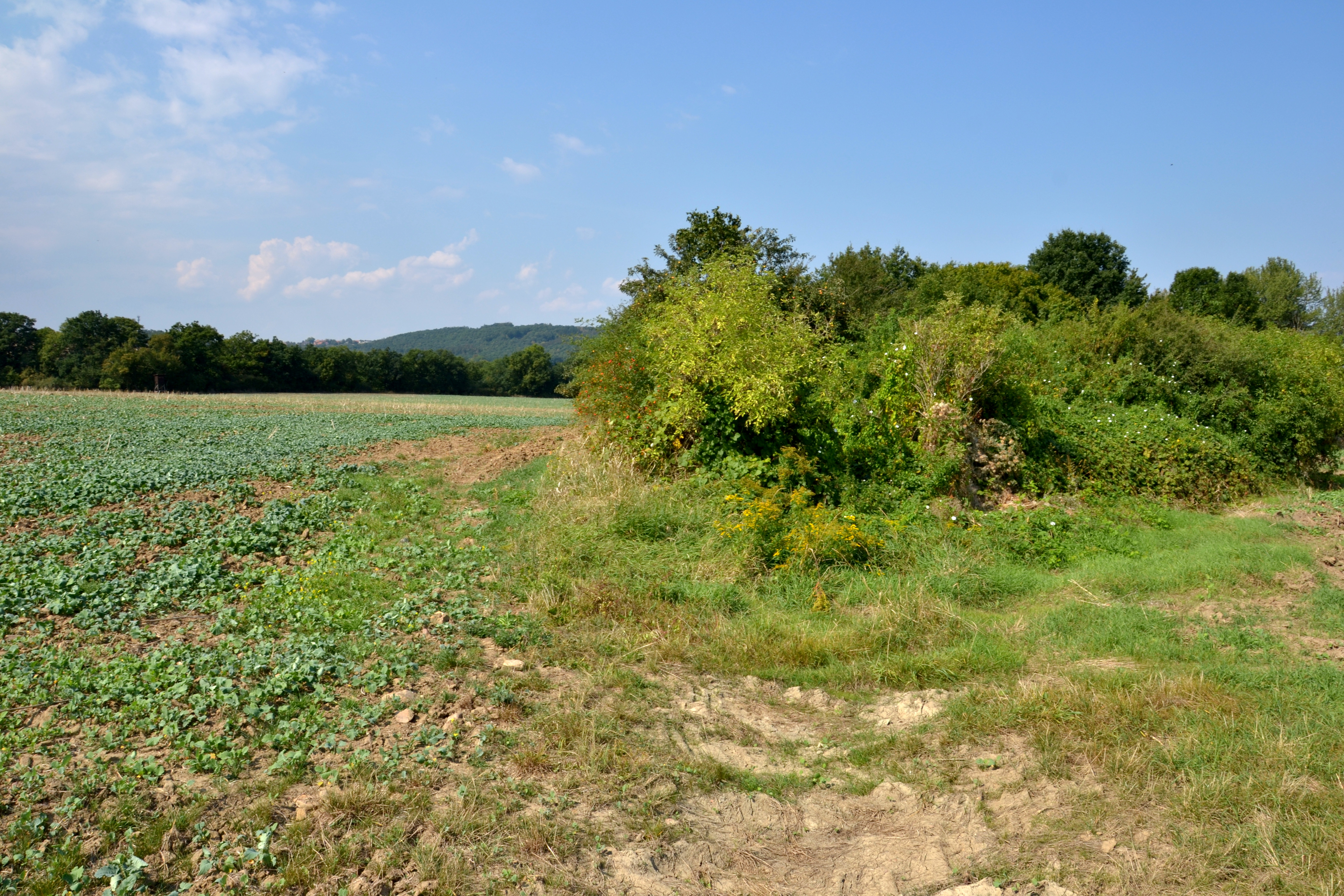
Vyústění rokle, která ohraničuje východní stranu ostrožny

Keramika nalezená při povrchových sběrech dokládá osídlení místa v mladší době kamenné a od mladší doby bronzové do počátku období halštatské kultury, kdy již mohla být alespoň část ostrožny opevněná. Slovanské hradiště vzniklo snad již v desátém století, ale bezpečně doloženo je až v průběhu století jedenáctého a dvanáctého. Ze stejného období pochází několik sídlišť a pohřebišť v blízkém okolí. Hradiště pravděpodobně chránilo obchodní cesty ze středních do jižních a západních Čech.

## Stavební podoba
Ostrožnu na západní a severozápadní straně ohraničuje tok řeky Litavky. Východní stranu vymezuje koryto malého bezejmenného přítoku, které bylo pravděpodobně upraveno do podoby příkopu. Jižní strana je volně přístupná. Hradiště chránila trojice příčných hradeb a snad také obvodové opevnění, jehož průběh vymezují částečně zachované meze. Opevněná plocha dosahovala sedmi hektarů. Příčné hradby byly postupně zničeny zemědělskou činností. Hradba akropole byla dlouhá asi 150 metrů a zachovala se v podobě jeden metr vysoké a až patnáct metrů široké terénní vlny. Spolu se zasypaným příkopem chránila tzv. vnitřní hrad o rozloze 1,7 ha. Z roku 1831 se dochovala zpráva, že její součástí byla zeď z nasucho kladených kamenů a oblázků. Předhradí vymezoval další příkop s hradbou rozvezenou před rokem 1881. Existenci druhého předhradí prokázalo letecké snímkování, které odhalilo průběh 200 metrů dlouhé linie opevnění, které na východě začínalo u vyústění rokle potoka.